# NGC 2981
NGC 2981 is een balkspiraalstelsel in het sterrenbeeld Leeuw. Het hemelobject werd op 27 maart 1886 ontdekt door de Oostenrijkse astronoom Samuel Oppenheim (1857-1928).

## Synoniemen
- UGC 5208
- MCG 5-23-32
- ZWG 152.62
- PGC 27925